# إحساسية

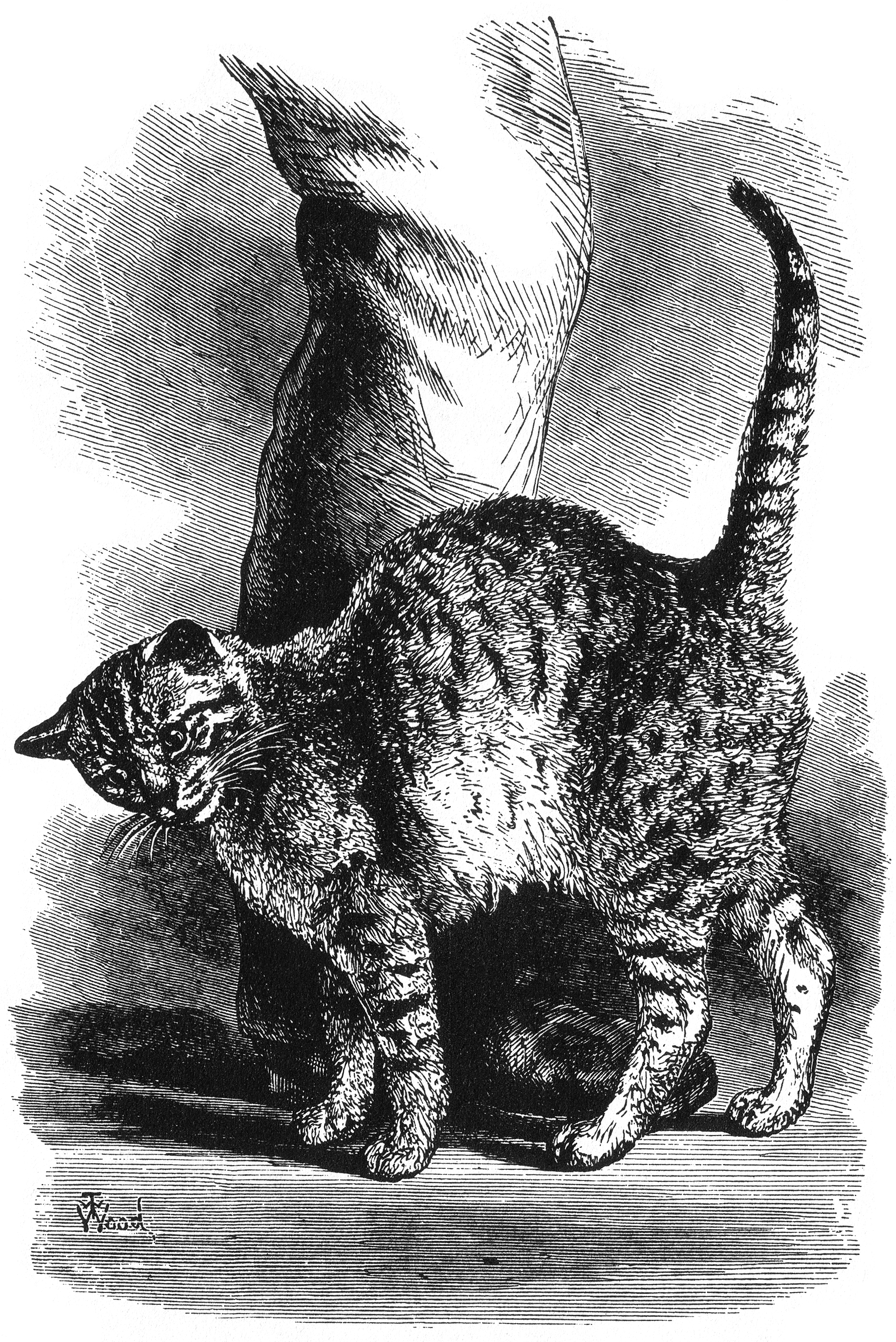

الإحساسية Sentience هي القدرة على تجربة المشاعر والأحاسيس ،تنبع من امتلاك أعضاء ومستشعرات حسية، لامتلاك القدرة على الشعور وتلقي المنبهات والاستشعار (فهم المستقبلات الحسية). وهكذا وجدت الإحساسية طريقها إلى الطب وعلم الأحياء كعملية أولية ناتجة عن تأثيرات المنبه ، والتي ، وفقًا لأفكار علم نفس تصبح تصورًا. وهكذا يُفهم الإحساس على أنه شرط أساسي للإدراك ومرحلة أولى من هذه العمليات العصبية التي تمكن الإدراك في النهاية (اصلا للتعرف على مصدر يهدد الحياة أو السلامة؛ فهي لا تتضمن بالضرورة إدراك الذات. أيضًا امتلاك المحاكمة العقلية ليس ضرورة لوصف كائن حي بالإحساسية. لكن كلا المفهومين الإحساسية والمحاكمة يستخدمان بالتبادل ليشيرا لوجود: المعرفة، و الوعي، أو الإدراك الشعوري. يأتي هذا الخلط من تداخل وتعدد معاني كلمة واعي conscious. الجذور اللاتينية للكلمة هي أساسًا: sentire بمعنى: يشعر وsapere بمعنى: يعرف.

## في علم النفس

أربعة وظائف تتعرف سويا على حالة ما: التفكير (فوق) ، والإحساس (يسار)، والشعور (تحت) ، والحدس (يمين).
تصنيف الشخصية: ترمز مناطق الضوء الفاتح في الرسم إلى الموقف النموذجي لنوع الشعور وفقًا لـ ج.سي. يونغ كوظيفة متفوقة. في الرسم البياني ، يتحول الموقف المعتاد قليلاً إلى "قطب التفكير". ويهدف هذا إلى الإشارة إلى أن أنواع المواقف غالبًا ما تكون مختلطة مع وظائف أساسية "مجاورة". يوجد في هذا المثال اتجاه معين نحو "التفكير التجريبي" (شكل مختلط بين الأشكال الأساسية "الإحساس" و "التفكير"). تمثل المناطق الغامقة في الرسم البياني في البداية الوظائف المساعدة (هنا: "التفكير" و "الشعور") ، والمناطق الأكثر ظلمة هي الوظائف الباطنية (هنا: "الحدس"). وفقًا لـ Jung ، يجب فهم النوع المختلط المختار هنا في الشكل على أنه ميل شخصي نحو الموضوعية.

يرى ج. سي. يونغ (1875-1961) الإحساس  كواحدة من إجمالي أربع وظائف نفسية أساسية جنبًا إلى جنب مع التفكير والشعور والحدس. يميز بين الإحساس المجرد والإحساس الحسي أو الملموس. يمكن أيضًا وصف الإحساس المجرد بأنه جمالي بقدر ما يفصل نفسه عن الخلطات الذاتية للشعور والفكر. هذا الشعور المجرد هو نتاج تمايز وظيفي ، بقدر ما تلعب الإرادة أيضًا دورًا كعنصر اتجاهي. الإحساس يميز طبيعة الطفل بقوة. يصف يونغ الشخص الذي يؤسس موقفه العام على مبدأ الإحساس بأنه شخصية من نوع الإحساس.
وفقًا ليونغ ، فإن جميع الوظائف العقلية الأساسية لها هيكل من الأضداد. الإحساس يتعارض مع الحدس والتفكير والشعور. يعتبر يونغ أهمية البيانات الحسية ضرورية لنوع الإحساس ، والشعور بالواقع ولأخذ كل تفاصيل الحدث بعين الاعتبار. يعتبر الإحساس والحدس من الوظائف غير المنطقية ، مما يعني أن المعطيات كما هي محسوسة أو بديهية لا يتم تقييمها ، على عكس التفكير أو الشعور. مع نوع الإحساس ، لا يُعطى أي معنى لوجهات النظر الراسخة. بدلا من ذلك ، يتم قبول الأشياء "كما هي". على النقيض من ذلك ، فإن الأشخاص الذين تم تعيينهم لنوع الحدس يفهمون المزاج العام واللون العام والمعنى الداخلي للحدث. تعمل الوظائف النفسية الأساسية الأخرى أيضًا كمبادئ تصنيف لتصنيف شخصية يونغ.
يصف Hubert Rohracher (1903-1972) الإحساس بأنه "ظاهرة عقلية لا يمكن حلها بشكل أكبر ، والتي تنتجها منبهات خارجية تؤثر على الأعضاء الحسية وتعتمد في شدتها على قوة المنبه ونوعيته على نوع العضو الحسي ". في الماضي ، كان التمييز بين الإحساس و الإدراك مثيرًا للجدل. و Wilhelm Wundt  كلاهما ميز المصطلحات عن بعضهما البعض. ومع ذلك ، فقد وقفوا على النقيض من علم نفس التشكيل (انظر أيضًا وجهات النظر "المعرفية" المذكورة أعلاه في الفصل الفلسفة ).
إذا فهم المرء من خلال الاستقراء إجراءً فكريًا ، يتكون من الوصول إلى استنتاج ضمنيًا في عدد محدود من العبارات والملاحظات المعطاة ، وبالتالي فإن نوع الإحساس يميل إلى التفكير الاستقرائي.

## الفسيولوجيا العصبية
الإحساس هو نجاح إثارة عصبية ، وفي الإدراك الحسي يصبح فعالاً إذا جاز التعبير ، ينشأ "أولاً" في المراكز الحسية الأولية للدماغ قبل أن يصبح واعياً كإحساس محدد في المراكز الثانوية والثالثية الأخرى في الدماغ .
يعد الإحساس من عمليات التحكم التنفيذية التي تمكن الكائن الحي وبالاخص الكائن البشري من فهم العالم الخارجي والسيطرة حالة قد يتعرض لها في يومه ، فكل ما نتعلمه من العالم الخارجي تزودنا به الحواس المختلفة عن المثيرات البيئية التي تبث إلى المناطق المختصة في الجهاز العصبي كي يتم إجراء المزيد من العمليات عليها بهدف تفسيرها واعطائها المعاني الخاصة بها واتخاذ القرار المناسب حيالها . ويمكن النظر إلى الإحساس على أنه العملية الحيوية التي يتم من خلالها استقبال المعلومات من العالم الخارجي عبر الحواس المتعددة (كالنظر، والسمع ، واللمس ، والتذوق ، والشم) والتي تمكن الفرد من الوعي بخصائص المثيرات المختلفة حوله.
كيفية حدوث الإحساس:
1-أقسام (أجزاء)الخلية العصبية : تقع في عدة اشكال تبعا لانواع الخلايا العصبية المختلفة (العصبونات) وهي مسؤولة عن الحفاظ على حياة الخلية إذ تقع فيها النواة.
2-الشجيرات: وهي المسؤولة عن استقبال الرسائل من العصبونات الأخرى إذ انها تكون متصلة مع التشعبات النهائية للعصبونات من خلال ما يمسى بنقاط الاشتباك العصبي أو الوصلة العصبية. ان الإرسال العصبي يتم داخل الخلايا العصبية وهو كهربائي الصفة (إلكترونات تتحرك وتنتقل) ، في حين يكون الإرسال العصبي بين الخلايا العصبية المختلفة كيميائي الصفة .
3-المحور: وهو انبوب حلزوني مغطى بالغمد النخاعي وهو مسؤول عن نقل المعلومات من جسم الخلية إلى التشعبات النهائية المتصلة بخلايا عصبية أخرى. وتتنوع هذه المحاور وتوجد في عدة اشكال إذ يمكن تصنيف الخلايا العصبية وفقا لنوع محاورها . وعموما فان الخلية العصبية يمكن أن تصنف في 3 اشكال:
- -العصبونات متعددة الاقطاب،
- -العصبونات ثنائية الاقطاب،
- -العصبونات احادية القطب.

العقد الطرفية أو النهائية: وهي بمثابة حويصلات في نهاية المحور تقوم باطلاق الناقل العصبي عندما يصلها جهد عبر المحور، فمن خلال ما يسمى بالحويصلات يتم نقل هذه الإشارة إلى الخلية العصبية الأخرى.
الإحساس عملية مكونة من جزأين أساسًا لنقل التحفيز
(1) إلى الجهاز العصبي المركزي و
(2) "التقييم" اللاحق للمعلومات المنقولة هناك.
تتميز أيضًا في اللغة الإنجليزية بمصطلح إحساس وإدراك الزوجين (1) و (2). المصطلح من اللغة الإنجليزية لذا فإن الإحساس هو أيضًا أساس المعنى الألماني لـ "الشعور". يُنظر إلى الإحساسية بدقة من منظور علم وظائف الأعضاء الحسي على أنه "الارتباط النفسي المباشر الأساسي للإثارة الحسية". لكن بسبب مشكلة الكواليا ، لا يمكن تحقيق أي تبرير علمي دقيق وكاف لظواهر الوعي.
في الفلسفة كان الناس يتحدثون عن الإحساس لفترة طويلة قبل أن تُعرف الحقائق الفسيولوجية الفردية (انظر الفصل الخاص بالفلسفة). هذا تصنيف عقلاني بحت ومستقل عن نتائج البحث التشريحي والفسيولوجي ، ولكنه لا يتعارض معها (انظر أيضًا: (التقارب). ما يسمى بالأطراف الوهمية لمبتوري الأطراف. وإلا فإن مصطلح الإحساس مرادف إلى حد كبير للإحساسية ، على الرغم من أنه يجب الإشارة إلى الاختلاف في المعنى بين الحساس والحسي (انظر أيضًا: أبحاث الدماغ الموضوعية). غالبًا ما يتم تمييز الإدراك الحسي والحسي عن بعضهما البعض.

## الاحساس المزعوم للذكاء الاصطناعي
إنه موضوع نقاش حول ما إذا كان يمكن للذكاء الاصطناعي أن يعرض ، أو يظهر ، مستوى الوعي والقدرة المعرفية المطلوبين من الإحساس عند الحيوانات. وتجدر الإشارة إلى أن النقاش حول موضوع الإحساس المزعوم للذكاء الاصطناعي قد أعيد إشعاله نتيجة للادعاءات الأخيرة (اعتبارًا من منتصف عام 2022) حول نظام الذكاء الاصطناعي LaMDA من Google بأنه "واع" و "يشعر". LaMDA (نموذج لغوي لتطبيقات الحوار) هو نظام ذكاء اصطناعي يُنشئ روبوتات محادثة - روبوتات ذكاء اصطناعي مصممة للتواصل مع البشر - من خلال جمع كميات هائلة من النصوص من الإنترنت واستخدام الخوارزميات يمكن للرد على الاستفسارات بالطريقة الأكثر مرونة وطبيعية . تكشف نصوص المحادثات بين العلماء و LaMDA أن نظام الذكاء الاصطناعي يتفوق في هذا الأمر ، حيث يقدم إجابات للمواضيع الصعبة حول طبيعة العواطف ، ويولد خرافات على غرار إيسوب في الوقت الحالي ، بل ويصف مخاوفه المزعومة.
ومع ذلك ، فإن مصطلح "الإحساس" لم تستخدمه كتب الذكاء الاصطناعي الرئيسية المكتوبة منذ أكثر من عقد من الزمان. يتم استخدامه أحيانًا في الحسابات الشائعة للذكاء الاصطناعي لوصف "المستوى البشري أو الذكاء الأعلى" (أو الذكاء العام الاصطناعي).

## اقرأ أيضا
- علم الأعصاب المعرفي
- نظرية المعلومات المتكاملة